# SimulationX
 (octobre 2013).
SimulationX est un logiciel de simulation utilisable dans de nombreux domaines techniques.
En 2000, ITI GmbH a lancé SimulationX, la version évoluée de ITI-SIM, en réponse à une demande croissante du marché pour la  simulation système.
SimulationX est un outil de simulation, intégrant blocs de contrôle et éléments physiques issus des domaines de la mécanique (plan ou multi corps 3D), de l’hydraulique,  du pneumatique,  de la transmission de puissance, de l’électromécanique, de l’électrique, de l’électronique, du magnétique, du thermique et de la thermodynamique.
SimulationX est basé sur le langage de modélisation Modelica, intégrable avec les outils existants (CAD, CAE,  FEM, CFD, PLM…) et conçue pour des applications temps réel (Sil, HiL)[réf. souhaitée].
Son interface utilisateur (GUI) permet de concevoir, de simuler,  d’analyser et  de tester les comportements statiques et dynamiques d’un composant, d’un sous système, d’un  système dans un seul et unique environnement de travail.
En 2006, SimulationX a reçu la récompense AEI Tech Award pour le « meilleur logiciel de simulation en transmission ». Depuis septembre 2013, SimulationX est en version 3.6.

Depuis le début de 2016 ITI fait partie de ESI group et se nomme ESI ITI GmbH.

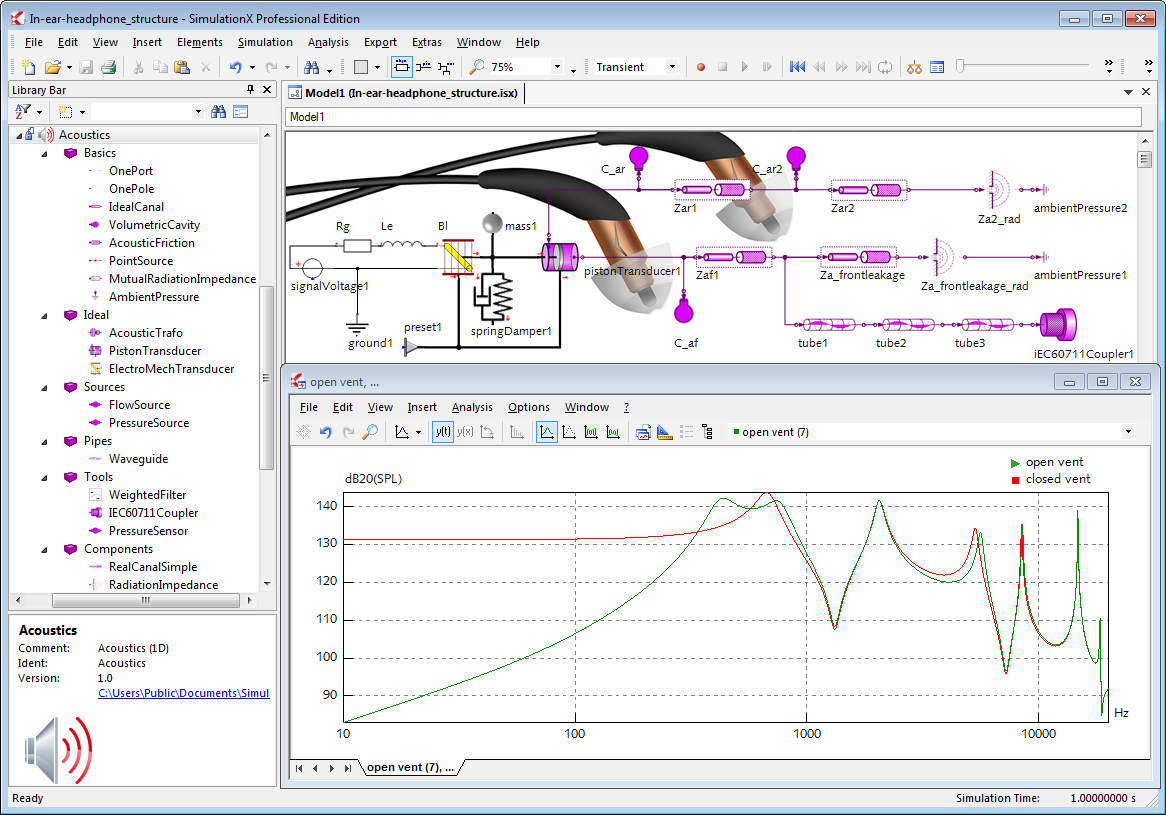
In-Ear Headphone

## Modelica
SimulationX est 100 % compatible avec le langage de modélisation Modelica. Les modèles de la bibliothèque standard Modelica ou celles purement basée sur la définition du langage Modelica peuvent être intégrées dans SimulationX.

## Interfaces
SimulationX est une plateforme ouverte disposant de liens avec des outils standards du monde de la CAE. SimulationX dispose d’interfaces avec des outils CAO (SolidWorks, PTC Pro/Engineer,  Autodesk Inventor) et PIDO (iSight, modeFRONTIER, OptiY).
SimulationX dispose d'une interface générique de cosimulation qui peut être utilisée pour l’interfacer à des outils CAE pour des applications spécifiques (MSC Adams, SIMPACK,  MATLAB/ Simulink,  Fluent, Cadmould, ...).  Le couplage assure un échange de données entre les différents outils et SimulationX. En post-processing des outils spécifiques sont disponibles pour l'analyse des systèmes (calcul de point d'équilibre, analysis des fréquences propres, modes de vibration, fonction de  transfert).
Un modèle de simulation peut aussi être relié à des bases de données afin de créer des variantes de tests virtuels. Une interface COM permet le lien entre SimulationX et d'autres applications Windows prédéfinies par l'utilisateur pour réaliser des traitements par lots, des simulations embarquées, des études paramétriques ou statistiques.
Les fonctionnalités de Code-Export permettent la génération de  code source C pour les applications temps réel, tel le Hardware-in-the-loop (HiL) et le  prototypage rapide de lois de contrôle. Il est aussi possible de créer une machine virtuelle lié à un automate d’état. 
La connexion de SimulationX à des plateformes de temps réel, comme  LabVIEW, NI VeriStand, dSPACE, et SCALE-RT augmente fortement la productivité dans le cycle de conception des produits et réduit le délai de mise sur le marché des nouveaux produits.

## Domaines d’intervention
SimulationX est utilisé par les acteurs (fabricants & fournisseurs) des domaines de l'industrie automobile, aéronautique, de l’énergie, des machines industrielles, de la construction navale, du médical, du ferroviaire, comme  Audi,  BMW,  Daimler,  Volkswagen,  Continental,  Schaeffler,  Siemens, Demag, Husky,  Nikon,  Mitsubishi and  Liebherr.

## Éducation
SimulationX est aussi utilisé par les universités, les écoles d’ingénieurs et les centres de R&D.

## Liens utiles
- ITI Homepage
- Product website SimulationX
- Introduction SimulationX 3.6
- Textbook Dynamics of Machinery, Dresig, Hans, Holzweißig, Franz, 2010, With CD-ROM.,  (ISBN 978-3-540-89939-6).
- Modelica Association, the homepage of the non-profit Modelica Association (developing Modelica).